# Phoebetria
Phoebetria är ett fågelsläkte i familjen albatrosser inom ordningen stormfåglar. Släktet omfattar två arter som förekommer i världshaven på södra halvklotet, norrut till 30° sydlig bredd:
- Sotalbatross (P. fusca)
- Ljusryggig albatross (P. palpebrata)